# ІнформНапалм
Inform Napalm — волонтерський проєкт з інформування широкої аудиторії про російсько-терористичну агресію проти України. З метою інформування широкої іноземної аудиторії автори проєкту перекладають матеріали десятками мов світу, серед яких японська й китайська. Керівник проєкту — Роман Бурко, речник — Михайло Макарук.

## Історія
Сайт informnapalm.org створено активістами на початку 2014 року після російської збройної агресії проти України та захоплення Криму. За час існування проєкту проведено два ґрунтовні розслідування щодо катастрофи «Боїнга-777», збитого в небі над Донеччиною, впорядковано бази даних російських підрозділів, які воюють в Україні і навіть таблиці із шевронами військовослужбовців РФ. За словами засновника, журналіста Романа Бурка, першими до команди долучилися волонтери з Криму та Грузії, потім приєдналися жителі окупованого Донбасу, вільної частини України та інших країн світу.

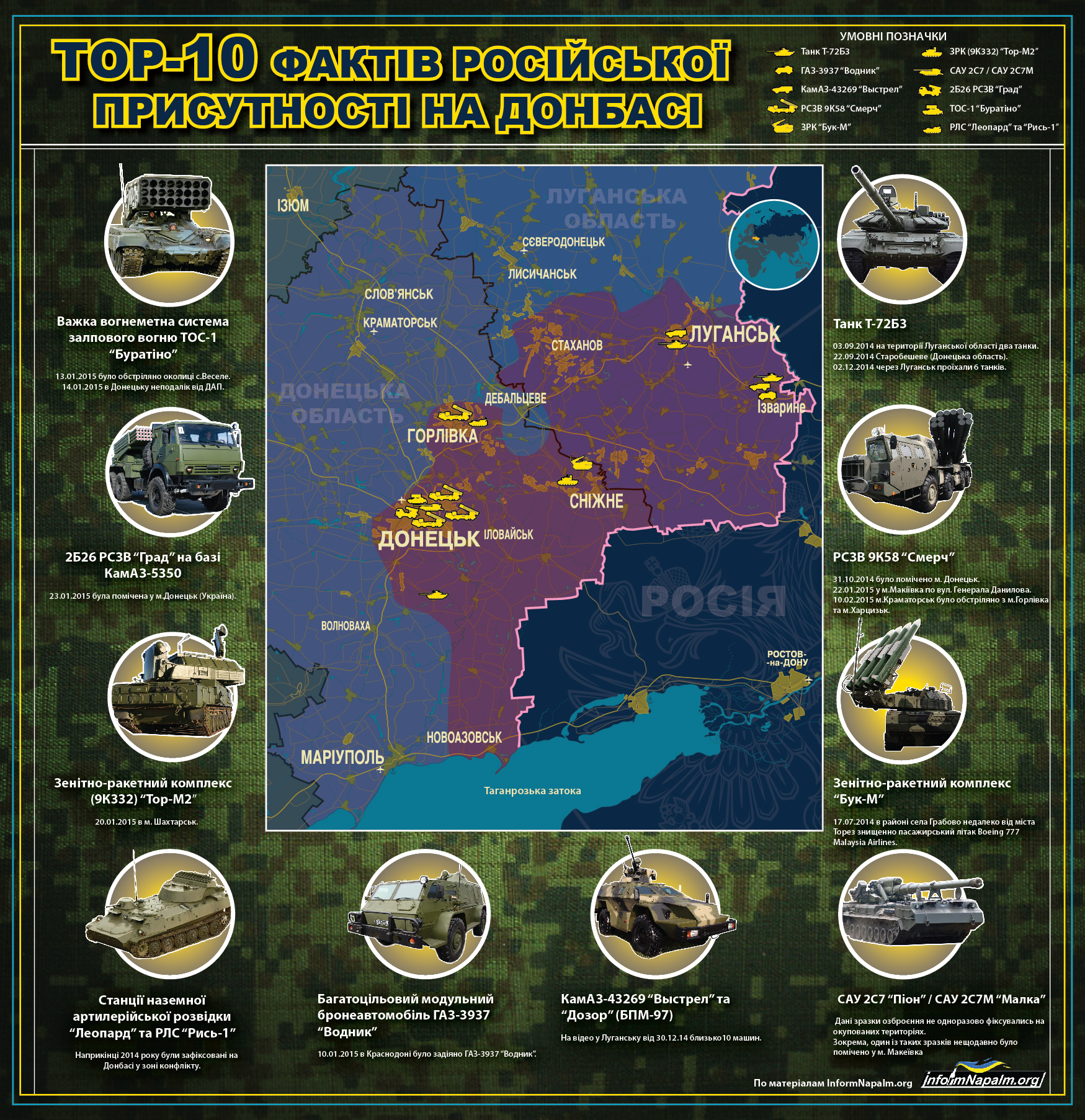
Факти російської присутності на Донбасі. Інфографіка ІнформНапалм

Основним напрямом діяльності проєкту є OSINT (Open source intelligence) — розвідка, що базується на інформації із загальнодоступних, відкритих джерел, зокрема соціальних мереж. Аналітика: аналіз ситуації на фронті в зоні АТО, регулярні аналітичні звіти, аналітичні записки. Проєкт працює з широкою мережею інсайдерів на окупованих землях, на Донбасі та в Криму. За їхньою допомогою перевіряється РОЗВД-інформація, подається інформація про військову техніку російського походження, що перебуває на лінії конфлікту. Розслідування проєкту ІнформНапалм щодо командира 53-ї зенітно-ракетної бригади, відповідальної за вбивство пасажирів рейсу MH17, полковника Сергія Мучкаєва, були використані у звіті дослідницької групи Bellingcat.
16 травня 2015 року Роман Бурко на своїй сторінці у Facebook повідомив, що під час бою з ДРГ під Щастям у полон до українських силовиків потрапили двоє російських спецпризначенців. Наступного дня він звернувся до керівництва держави та компетентних структур із закликом максимально ефективно використати факт взяття в полон кадрових російських військових і завдати тим самим вирішального удару по російській пропаганді. Роман написав на своїй сторінці:
|  | Ми готові розповісти компетентним особам, як використати шанс правильно, ми готові допомогти його реалізувати, але потрібна політична воля і реальні дії. Це ваш шанс змінити історію і спрямувати її хід в русло перемоги. |

Приблизно о 14:50, 17 травня 2015 р. лікар диспансерного відділення Григорій Максимець на свой сторінці у Facebook підтвердив інформацію про двох поранених російських військових Олександра Александрова та Євгена Єрофєєва й опублікував їхні фотографії. Команда InformNapalm висловила сподівання, що українська влада й громадськість не допустять замовчування факту взяття в полон російських спецпризначенців і цю інформацію не лише оприлюднять на світовому рівні, але й використають для контрпропаганди.
OSINT-розвідник ІнформНапалм Антон Павлушко виявив у соціальних мережах дані про командира загону майора Костянтина Напольських, який керував групою ГРУ РФ у Луганську, його прізвище назвали під час допиту полонені спецпризначенці.
Після початку російської інтервенції до Сирії сайт InformNapalm почав публікацію особистих даних російських пілотів, які бомбардують сирійські міста, а спільно з медіа-проєктом Visuals створено інфографіку, що містить особисті дані екіпажів. Ці публікації викликали негативну реакцію в Росії, зокрема у прессекретаря президента Росії Дмитра Пєскова, який заявив, що у відповідь на дії учасників проєкту «російські спецслужби прийматимуть всі необхідні заходи». У відповідь на це автори сайту заявили, що «кожне порушення об'єднаними російсько-сепаратистськими силами режиму припинення вогню на Донбасі спричинить публікацію чергового OSINT-розслідування з оприлюдненням імен, прізвищ, фотографій, бортових та реєстраційних номерів, а також інших подробиць і фактів, пов'язаних зі злочинами російських пілотів під час військової операції в Сирії». Телеканал «Аль-Арабія» порівняв цю діяльність проєкту InformNapalm з публікаціями WikiLeaks.
За підсумками 2016 року, спільнота мала 407 публікацій-розслідувань, 1197 перекладів і понад 3920 репостів у ЗМІ.
У березні 2017 року, в Українському кризовому медіацентрі відбулася презентація книги «Донбас в огні». До книги увійшли докази російської агресії, виявлені та систематизовані волонтерами ІнформНапалм.
У квітні 2018 року, InformNapalm опублікував інтерактивну базу даних російської агресії. База даних Russian Aggression — це результат роботи волонтерів за чотири роки, понад 1700 OSINT-розслідувань InformNapalm систематизовані і розділені на дві групи: російське озброєння, виявлене на Донбасі; підрозділи російської армії, що брали участь в агресії проти України, Грузії, Сирії. У базі доступний пошук за номером військової частини та назвою підрозділу. Зображення шевронів військових частин чи військової техніки клікабельні і ведуть до переліку розслідувань.

## Автори
14 вересня 2022 року Гродненський обласний суд визнав Дениса Івашина, автора статей для порталу, винним за ст. 365 (втручання у діяльність співробітника внутрішніх справ) та ч. 1 ст. 356 Кримінального кодексу (зрада державі) та засудив його до 13 років та 1 місяця колонії в умовах посиленого режиму.

## Участь у кібервійні
Окрім розвідки на основі відкритих даних спільнота ІнформНапалм брала активну участь і в кібервійні. У березні 2016 року спільнота ІнформНапалм почала співпрацювати з Українським кіберальянсом — активістами хакерських груп FalconsFlame та Trinity, згодом до Українського кіберальянсу увійшла також група RUH8 та окремі гактивісти групи КіберХунта. Кіберактивісти передавали дані, добуті в результаті зламів ресурсів агресора, спільноті ІнформНапалм для аналізу й подальшого оприлюднення.
Завдяки співпраці з хакерами волонтери ІнформНапалм змогли отримати доступ до приватних файлів окремих російських бойовиків. У березні 2016 року група кіберактивістів FalconsFlame передала волонтерам ІнформНапалм дані, добуті з телефону співробітника Федеральної служби виконання покарань Росії Миколи Рейхенау: фото, на яких російський окупант зафіксований у населених пунктах Луганськ, Ізварине, Сорокине (колишній Краснодон), Донецьк, Іловайськ, Бахмут (колишній Артемівськ), Дебальцеве, Вуглегірськ. Також у телефоні було відео та фото з Донецького аеропорту, зроблені у січні 2015 року. Після публікації статті на офіційний YouTube-канал спільноти ІнформНапалм прийшов лист від керівництва YouTube з вимогою видалити відео впродовж 48 годин через отриману скаргу на порушення конфіденційності. Волонтери ІнформНапалм після низки консультацій підготували відкритий лист до редакції YouTube. Зокрема, у листі було сказано:
|  | “Суб’єкт на відео – співробітник ФСВП РФ й перебуває в службовому відрядженні при виконанні злочинного наказу. Дані, зафіксовані на відео, є фото- і відеофіксацією правопорушень, які надалі будуть розглянуті на Міжнародному військовому трибуналі. На відео зафіксовано: незаконний перетин українського кордону, участь в незаконних збройних формуваннях, ведення бойових дій та здійснення терористичної діяльності, докази найманства та інші протиправні дії, скоєні суб’єктом.” |

Розглянувши лист, адміністрація YouTube ухвалила рішення: «…Вказаний контент не порушує наші правила про конфіденційність і тому видалятися не буде». 9 травня 2016 року українські хакери здійснили операцію «#OpMay9»: ними були зламані 9 пропагандистських вебсерверів російських терористів.
Після зриву операції «Прикормка» ІнформНапалм застережив про загрозу національній безпеці України з боку антивіруса NOD32 від ESET, яка прагне догодити українським та російським клієнтам.
У середині липня 2016 року хакерські групи FalconsFlame, Trinity, RUH8 і КіберХунта передали до ІнформНапалм дані, які вони здобули шляхом злому серверів департаменту із забезпечення державного оборонного замовлення Міністерства оборони Російської Федерації; згідно з даними, на закупівлю нового озброєння Міноборони РФ планувало 2015 року витратити понад половину всього бюджету країни.
У січні 2017 року на центральному державному німецькому телеканалі ARD вийшов сюжет «Україна: Кібервійна», у якому йшлося про кібератаки з боку РФ по цивільній інфраструктурі України. У сюжеті німецькі журналісти показали кадри відеографіки ІнформНапалм «Ідентифікація 75 російських військових частин, кадрові військові яких воюють на Донбасі».
У березні 2017 року гактивісти Українського кіберальянсу ексклюзивно передали розвідувальній спільноті ІнформНапалм дані, добуті з комп'ютерів розвідувального управління 2 АК (Луганськ, Україна) ЗС РФ. Підтвердивши закриті дані інформацією з відкритих джерел, ІнформНапалм опублікував розслідування про участь 136 ОМСБр ЗС РФ у війні проти України.
У квітні 2018 року ІнформНапалм проаналізував дані, ексклюзивно надані Українським кіберальянсом (виписки з двох наказів про харчове забезпечення військовослужбовців, яких відряджали на бойове завдання в період окупації Росією Криму), і опублікував звіт про участь військовиків 18-ї ОСМБр ЗС РФ в операції захоплення Криму. Волонтери ІнформНапалм провели розвідку відкритих джерел і знайшли в профілях соцмереж військовослужбовців, які фігурують у наказах, фотодокази участі в загарбанні українського Криму. У звіті волонтери назвали шляхи перекидання військовослужбовців у Крим, місце розташування польового табору російських окупантів у н. п. Воїнка, а також ідентифікували в Криму російський БТР-82А військової частини № 27777 (18 ОМСБр ЗС РФ).
У травні 2021 р. волонтери проєкту ІнформНапалм з інформування широкої аудиторії про російсько-терористичну агресію проти України, зібрали факти безпосередньої участі військовослужбовців 15-ї ОМСБр Збройних Сил (РФ) в агресії проти України. На основі 14 власних OSINT-розслідувань, ІнформНапалм та низки додаткових фотосвідчень і даних з інших джерел, вдалося встановити 40 російських військовослужбовців, які виконували приховані бойові завдання. Ці дані підтверджують, що починаючи з 2014 року 15-та ОМСБр Збройних Сил (РФ) була залучена до бойових дій проти України переважно на території Луганської області, а також брала участь в операції із захоплення та окупації Криму.

## Злам пошти Суркова
25 жовтня 2015 року, альянс хакерських груп КіберХунта, FalconsFlame, RUH8 і Trinity передали спільноті ІнформНапалм дамп із поштової скриньки офісу Владислава Суркова, політичного радника Володимира Путіна, що охоплює період вересня 2013 — листопада 2014 року сукупним розміром майже 1 ГБ. Матеріали періоду 2015—2016 років були передані спецслужбам для проведення розслідування. Витік документів включав 2337 листи з поштової скриньки Владислава Суркова. Листи ілюструють плани Росії політично дестабілізувати Україну і координації справ з основними лідерами терористів ЛНР та ДНР.

## Знахідки
Волонтери групи Інформнапалм змогли виявити численні випадки застосування сучасної високотехнологічної зброї російськими терористами. Зокрема, були встановлені факти застосування сучасних засобів РЕБ на захопленому російськими бойовиками Донбасі:
- комплекс придушення GSM-зв'язку РБ-341В «Леєр-3»;
- комплекс радіоелектронного придушення КХ і УКХ зв'язку РБ-301Б «Борисоглєбськ-2»;
- автоматизована станція перешкод Р-934УМ;
- автоматизована станція перешкод Р-330Ж «Житель»;
- комплекс РЕБ «Торн».

На осінній сесії Парламентської асамблеї Ради Європи, що розпочалася 10 жовтня 2016 р. у Страсбурзі, українська делегація представила відеопрезентацію InformNapalm та доповідь, у яку увійшли факти, зібрані методом OSINT-розвідки волонтерською спільнотою InformNapalm, що доводять присутність сучасного російського озброєння і спецтехніки на окупованій території, хоч це озброєння ніколи не постачалося в Україну.
19 листопада 2016 р. на річному засіданні Парламентської асамблеї НАТО в Стамбулі під час роботи Комітету з питань цивільного виміру безпеки українська парламентська делегація представила два відео спільноти InformNapalm з доказами російської військової агресії проти України: відеопрезентацію, представлену в жовтні на ПАРЄ та нову відеопрезентацію з доказами участі кадрових російських військових із 75 військових частин ЗС РФ у війні на Донбасі.
У середині листопада 2016 р., народний депутат України Ірина Фріз передала Канцлеру Федеративної Республіки Німеччина Ангелі Меркель нову відеопрезентацію про участь російських регулярних військ на Донбасі з ідентифікацією підрозділів, що спеціально підготовлена міжнародною волонтерською розвідувальною спільнотою InformNapalm. Зустріч відбулася в рамках відзначення 25-річчя Робочої Групи німецьких меншин (AGDM) в Федеральному Союзі Європейських національностей. Ангела Меркель запевнила, що розуміє драматичність ситуації на Сході України та висловила готовність і надалі підтримувати нашу державу, хоча, за її словами, це робити досить складно.